# Constitucional Rio-Grandense
O Constitucional Rio-Grandense foi um jornal brasileiro editado em Porto Alegre no século XIX.
Substituiu o Diário de Porto Alegre cinco dias depois de sua última edição. Declaradamente político, era redigido por Vicente Ferreira Gomes, oficial de tesouraria do governo e circulou até 1831. Era impresso na tipografia da Santa Casa de Misericórdia de Porto Alegre, anteriormente propriedade da Tipografia Riograndense.
Iniciou sua circulação em 5 de julho de 1828, encerrando suas atividades em 28 de março de 1831, período no qual foram impressos 282 números. Dedicava-se a transcrições, comunicados, avisos e anúncios, eventualmente também notícias.
Veementemente propalou a ideologia liberal, reagindo contra a situação política da província, com críticas ao governo central, sem se preocupar com o fato de o jornal ser impresso na tipografia da Santa Casa de Misericórdia, que dependia do governo, em artigos de grande repercussão do jornal distribuído em Porto Alegre e nas cidades de Rio Grande, Rio Pardo e Pelotas, por quatro mil-réis a assinatura semestral e oitenta réis o número avulso.
A divisa do jornal preparava o leitor para as matérias de alto cunho político:
| “ | Pela Pátria. Vê sem torcer a veste Sem susto à morte Sem cobiça ao ouro. | ” |